# Nevis Balanta Castilla
Nevis Balanta Castilla (Cartagena de Indias) es poeta, investigadora, ensayista y docente colombiana especializada en comunicación y lenguaje.

## Biografía
Nació en el seno de una familia afrodescendiente del Caribe colombiano. Muy consciente de sus raíces, ha defendido y mostrado la riqueza lingüística y cultural que aportó esta minoría en el lenguaje y la comunicación,  lo que ha trasladado a sus investigaciones y tarea docente.También su poesía se ve impregnada por su herencia africana.
Es licenciada  en lingüística y literatura, magíster en investigación social interdisciplinaria, y ha realizado estudios de periodismo en la Universidad estatal de Vorónezh- Rusia. Ha sido profesora de comunicación social en la Universidad Nacional Abierta y a Distancia (UNAD) e investigadora y promotora de diversos grupos de investigación en la Universidad Pedagógica Nacional y en la Universidad Distrital Francisco José de Caldas. Es profesora investigadora titular de lenguaje y humanidades en la Facultad Tecnológica de la Universidad Distrital.  Es creadora y directora del grupo de investigación Lenguaje y Tecnología (LENTE) y del semillero Étymos. Como investigadora ha profundizado en el lenguaje discursivo entre los jóvenes, en el ámbito amoroso y en el lenguaje alrededor de la muerte y los ritos funerarios. También ha dedicado especial atención a las minorías étnicas, los discursos sobre la vida y representaciones sociales. 
En 2022 obtuvo el premio Francisco Socarrás como Mejor Docente Investigadora por el Ministerio de Educación Nacional.

## Publicaciones
El producto de sus investigaciones han sido una docena de libros publicados,  capítulos de libros y artículos publicados en revistas científicas. También ha sido editora de varios audiovisuales.
Entre los libros, cabe destacar: Cartas de amor y otras expresiones amorosas de jóvenes universitarios(2009); La lectura de hipertextos, su uso y su incidencia en la práctica comunicativa y lingüística en jóvenes universitarios (2012) y Arcoiris del adiós, epitafios,imágenes y rituales en el discurso fúnebre (2017).
Entre la decena de capítulos de libros son señalados aquellos en los que ha colaborado con su autora principal, Flor Alba Santamaría Valero :“Metáforas juveniles y lenguajes emergentes” en Mundos y narrativas de jóvenes (2008); “Atisbos sobre la lectura y escritura en jóvenes universitarios”  en Diálogos con jóvenes (2010) y  “La pedagogía de la risa y la disciplina para un mejor aprendizaje” en Experiencias educativas y prácticas pedagógicas en el contexto universitario (2015). 
Con más de una treintena de artículos científicos e informes de investigación, cabe mencionar: “Los apodos en la educación superior colombiana”(2020) en revista Redipe; "El lenguaje fúnebre en Bogotá" (2012) en revista Tecnura, y “La formación lingüística en la educación superior “(2014) en Tecnura.
En 2023 publicó su poemario "Negrura mía y otros amares" en la editorial La Chambrana.